# Interfície natural d'usuari

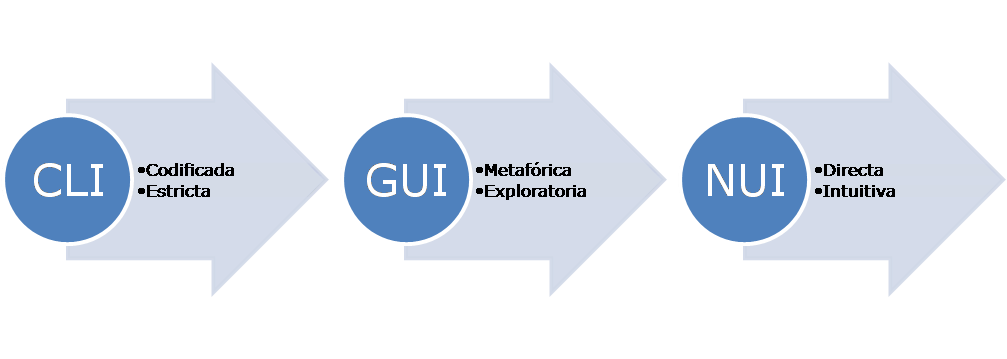
Evolució de les interfícies d'usuari.
CLI (Command line interface): Interfície de línia d'ordres
GUI (Graphical user interface): Interfície gràfica d'usuari
NUI (Natural user interface): Interfície natural d'usuari

La interfície natural d'usuari (en anglès natural user interface, NUI) és un tipus d'interfície d'usuari en la que s'interactua amb un sistema, aplicació, etcètera, sense utilitzar sistemes de comandament o dispositius d'entrada (tal com succeix a les interfícies gràfiques d'usuaris, que usen ratolins, teclats alfanumèrics, llapisos òptics, panells tàctils, joysticks, etcètera), i en el seu lloc, es fa ús de moviments gestuals del cos o d'alguna de les seves parts, com les mans, servint de comandament de control.
En el cas de pantalles capacitives multitàctils, l'operació o control és per mitjà de la gemmes dels dits, en un o diversos contactes i també el control proper a la pantalla, però sense tocar-la.
També existeix el control de sistemes operatius per mitjà de la veu humana, denominat control per reconeixement de la parla o reconeixement de veu, com per exemple Siri d'Apple, Google Now o OK Google.
Un exemple de dispositiu amb NUI és el Xbox Kinect.